# Mariusz Przewoźny
Mariusz Przewoźny (ur. 20 stycznia 1965 w Poznaniu) – polski hokeista.

## Kariera
- Tarpan Poznań (wychowanek, do 1982)
- Pomorzanin Toruń (1982-)
- Stoczniowiec Gdańsk (lata 80.)
- Unia Oświęcim (1993-1996)
- Stoczniowiec Gdańsk (1996-2000)
- Unia Oświęcim (2000-)
- Skien IHK (2010-2012)
- Oliwa Hockey Team (2013-)

Karierę rozwijał w drużynie Tarpan Poznań do 1982, następnie w klubie Pomorzanina Toruń, po czym trafił do Stoczniowca Gdańsk. Od lat 80. grał w Stoczniowcu Gdańsk. W latach 90. zawodnik Unii. Od sezonu 1996/1997 ponownie zawodnik Stoczniowca, W edycji 1997/1998 był kapitanem drużyny. Od 2000 ponownie zawodnik Unii, z którą w 2001 zdobył mistrzostwo Polski.
Po  latach wznowił karierę. Od 2010 do 2012 grał w norweskiej czwartej lidze w zespole Skien IHK podjął występy w rozgrywkach II ligi w drużynie Oliwa Hockey Team. Podjął także występy w drużynie oldbojów Stoczniowca.

## Sukcesy
Klubowe
- Srebrny medal mistrzostw Polski: 1993, 1994, 1995, 1996 z Unią Oświęcim
- Złoty medal mistrzostw Polski: 2001 z Unią Oświęcim